# 叶昌明
叶昌明（1944年—），上海市嘉定县人。原是上海合成纤维研究所化验工。是“工总司”发起人之一。1967年任上海市革命委员会常委，后任市总工会副主任、中共上海市委“列席常委”。1973年加入中国共产党。1982年被判有期徒刑十五年，剥夺政治权利三年。